# معاملة المثليين في بوروندي
يواجه الأشخاص من المثليين والمثليات ومزدوجي التوجه الجنسي والمتحولين جنسياً (اختصاراً: LGBT) في بوروندي تحديات قانونية واجتماعية لا يواجهها غيرهم من المغايرين جنسيا. يعتبر النشاط الجنسي المثلي بين الرجال وبين النساء غير قانوني في بوروندي، مع عقوبة تصل إلى السجن لعامين وخطية. تتم مقاضاة الأشخاص المثليين بشكل منتظم من قبل الحكومة ويواجهون بالإضافة إلى ذلك وصمة عار بين السكان. المنازل التي يعيش فيها الشركاء المثليون غير مؤهلة للحصول على نفس الحماية القانونية المتاحة للأزواج المغايرين، مع وجود عدة تقارير تتحدث عن مستوى عالي من التمييز والانتهاكات ضد مجتمع المثليين.

## قوانين النشاط الجنسي المثلي
وفقًا لترجمة عربية غير رسمية للمادة 567 من قانون العقوبات البوروندي، يمكن أن يعاقب أي شخص له علاقات جنسية مع شخص من نفس الجنس بالسجن لمدة تتراوح بين ثلاثة أشهر وسنتين وغرامة تتراوح بين 50 إلى 100000 فرنك.
في 1 يوليو 2009، قُبض على شاب بزعم ارتكابه أعمال عنف جنسي ضد أحد رواد ناد ليلي في بوجمبورا. ذكرت الشرطة في وقت لاحق أن الرجل قد تم القبض عليه لكونه مثلي الجنس، لكنه عرض الإفراج عن المشتبه به مقابل المال. ساعدت الدعوة التي قامت بها المنظمات غير الحكومية المعنية بحقوق الإنسان ومجتمع المثليين في تأمين الإفراج عنه من حجز الشرطة. في عام 2012، تم إلقاء القبض على امرأتين مثليتين لفترة وجيزة وأُطلق سراحهما لاحقًا. في سبتمبر 2014، تم القبض على موظف فيتنامي في شركة الهاتف فييتيل في علاقات جنسية مع رجل بوروندي في مقاطعة كاروزي. ادعى الرجل البوروندي أنه كان في علاقة غير موافق عليها، وتم اعتقال الرجل الفيتنامي. أسقطت السلطات القضية بعد ثلاثة أيام لعدم وجود أدلة.
في 2 تشرين الثاني/نوفمبر 2016، حكمت المحكمة العليا في مقاطعة سيبيتوك على صبي عمره 15 سنة اعترف باغتصاب صبي عمره سبع سنوات بالسجن لمدة عام. تم اتهام المراهق باغتصاب قاصر وبالمثلية الجنسية.

## الاعتراف القانوني بالعلاقات المثلية
لا تعترف بوروندي بزواج المثليين أو الاتحادات المدنية. تحظر المادة 29 من الدستور البوروندي زواج المثليين.

## التبني وتنظيم الأسرة
وفقًا لموقع الويب الخاص بالحكومة الفرنسية، يحق للأشخاص العزّاب والمتزوجين تبني الأطفال. لا يوضح موقع الويب ما إذا كان العزّاب من مجتمع المثليين غير مؤهلين أم لا.

## ظروف الحياة
وجد تقرير حقوق الإنسان لوزارة الخارجية الأمريكية لعام 2016 أن:
أعمال العنف والتمييز والانتهاكات الأخرى القائمة على أساس التوجه الجنسي والهوية الجندرية يجرم القانون النشاط الجنسي المثلي بعقوبات تتراوح بين الغرامات والسجن لمدة تتراوح بين ثلاثة أشهر وسنتين. وفقا لجريدة بوروندي أفريكا جينيريشن نيوز، في 2 نوفمبر، حكمت المحكمة العليا لمقاطعة سيبيتوك على صبي يبلغ من العمر 15 سنة اعترف باغتصاب صبي عمره سبع سنوات بالسجن لمدة عام. تم اتهام المراهق باغتصاب قاصر وبالمثلية الجنسية. لم تكن هناك تقارير أخرى عن الملاحقة بسبب المثلية الجنسية خلال العام. قدم مركز ريموروكا في بوجمبورا خدمات عاجلة لمجتمع المثليين. لا تدعم الحكومة ولا تعرقل أنشطة جمعيات المثليين المحلية أو المركزية.

## ملخص
| قانونية النشاط الجنسي المثلي                                                                  | (العقوبة: تصل إلى السجن لمدة سنتين) |
| المساواة في السن القانوني للنشاط الجنسي                                                       | No                                  |
| قوانين مكافحة التمييز في التوظيف                                                              | No                                  |
| قوانين مكافحة التمييز في توفير السلع والخدمات                                                 | No                                  |
| قوانين مكافحة التمييز في جميع المجالات الأخرى (تتضمن التمييز غير المباشر، خطاب الكراهية)      | No                                  |
| قوانين مكافحة أشكال التمييز المعنية بالهوية الجندرية                                          | No                                  |
| زواج المثليين                                                                                 | (حظر دستوري منذ 2005)               |
| الاعتراف القانوني بالعلاقات المثلية                                                           | No                                  |
| تبني أحد الشريكين للطفل البيولوجي للشريك الآخر                                                | No                                  |
| التبني المشترك للأزواج المثليين                                                               | No                                  |
| يسمح للمثليين والمثليات ومزدوجي التوجه الجنسي والمتحولين جنسيا بالخدمة علناً في القوات المسلحة | No                                  |
| الحق بتغيير الجنس القانوني                                                                    | No                                  |
| علاج التحويل محظور على القاصرين                                                               | No                                  |
| الحصول على أطفال أنابيب للمثليات                                                              | No                                  |
| الأمومة التلقائية للطفل بعد الولادة                                                           | No                                  |
| تأجير الأرحام التجاري للأزواج المثليين من الذكور                                              | (غير قانوني للأزواج المغايرين كذلك) |
| السماح للرجال الذين مارسوا الجنس الشرجي التبرع بالدم                                          | No                                  |